# Sabine Müller-Mall
Sabine Müller-Mall (* 1979 in Karlsruhe) ist eine deutsche Rechts- und Politikwissenschaftlerin mit den Forschungsschwerpunkten Rechtsphilosophie, Verfassungstheorie und Verfassungsrecht. Seit 2014 ist sie Professorin für Rechts- und Verfassungstheorie mit interdisziplinären Bezügen am Institut für Politikwissenschaft der Technischen Universität Dresden.

## Leben
Müller-Mall begann zunächst ein Studium der Mathematik und Physik, welches sie wenig später abbrach um ein Studium der Rechts- und Politikwissenschaften in Freiburg im Breisgau, Aix-en-Provence und Leipzig aufzunehmen. In dieser Zeit war sie Stipendiatin der Studienstiftung des deutschen Volkes. Nach Stellen als wissenschaftliche Mitarbeiterin am Lehrstuhl für Öffentliches Recht, insbesondere Verfassungsrecht und Rechtsphilosophie an der Georg-August-Universität Göttingen, der Humboldt-Universität zu Berlin und am Sonderforschungsbereich 626 („Ästhetische Erfahrung im Zeichen der Entgrenzung der Künste“, Teilprojekt „Ästhetik juridischen Urteilens/Juridik ästhetischen Urteilens“) der Freien Universität Berlin wurde sie 2010 zum Thema „Performative Rechterzeugung“ von der Juristischen Fakultät der Humboldt-Universität zu Berlin bei Christoph Möllers promoviert.
Im Jahr 2014 erfolgte der Ruf auf die Open-Topic-Tenure-Track-Professur für Rechts- und Verfassungstheorie mit interdisziplinären Bezügen am Institut für Politikwissenschaft an der Philosophischen Fakultät der Technischen Universität Dresden. Seit Juli 2017 ist sie Teilprojektleiterin im Dresdner Sonderforschungsbereich 1285: „Invektivität. Konstellationen und Dynamiken der Herabsetzung“.

## Schriften (Auswahl)
Herausgeberschaft
- mit Thomas Hilgers, Gertrud Koch und Christoph Möllers: Affekt und Urteil. Wilhelm Fink Verlag, Paderborn 2015, ISBN 978-3-770-55644-1.
- mit Sigrid G. Köhler, Florian Schmidt und Sandra Schnädelbach: Recht fühlen. Wilhelm Fink Verlag, Paderborn 2017, ISBN 978-3-8467-5934-9.
- mit Jan-Philipp Kruse: Digitale Transformationen der Öffentlichkeit. Velbrück Wissenschaft, Weilerswist 2020, ISBN 978-3-958-32212-7.

Monografien
- Performative Rechtserzeugung. Eine theoretische Annäherung. Velbrück Wissenschaft, Weilerswist 2012, ISBN 978-3-942-39335-5 (Dissertation).
- Legal Spaces. Towards a Topological Thinking of Law. Springer, Heidelberg/New York 2013, ISBN 978-3-642-36730-4.
- Freiheit und Kalkül. Die Politik der Algorithmen. Reclam, Ditzingen 2020, ISBN 978-3-15-014043-7.
- Verfassende Urteile. Eine Theorie des Rechts. Suhrkamp, Berlin 2023, ISBN 978-3-518-30004-6.